# Igor Van Dessel
Igor Van Dessel (Braine-l'Alleud, 18 aprile 2003) è un attore e doppiatore belga, vincitore nel 2023 del Premio Magritte al migliore attore non protagonista per la sua interpretazione di Charlie in Close.

## Biografia
Igor Van Diesel è nato a Braine-l'Alleud il 18 aprile 2003. Debutta come doppiatore in giovane età, dando voce a Pinocchio nell'omonimo film del 2012 diretto da Enzo D'Alò. Continua la sua esperienza nel mondo del doppiaggio di cartoni animati, debuttando nel suo primo lungometraggio nel 2016, in Il viaggio di Fanny. Il primo ruolo da protagonista è nel 2017, quando interpreta il giovane Adrien in Le rire de ma mère.

## Filmografia

### Cinema
- Il viaggio di Fanny (Le Voyage de Fanny), regia di Lola Doillon (2016)
- Le rire de ma mère, regia di Colombe Savignac e Pascal Ralite (2017)
- Le Fidèle - Una vita al massimo (Le Fidèle), regia di Michaël R. Roskam (2017)
- Lo scambio di principesse (L'Échange des princesses), regia di Marc Dugain (2017)
- Ma reum, regia di Frédéric Quiring (2018)
- L'école est finie, regia di Anne Depétrini (2018)
- Tre giorni e una vita (Trois jours et une vie), regia di Nicolas Boukhrief (2019)
- Des feux dans la nuit, regia di Dominique Lienhard (2020)
- Ils sont vivants, regia di Jérémie Elkaïm (2021)
- Close, regia di Lukas Dhont (2022)

### Televisione
- Ennemi public (2019)

## Doppiaggio
- Pinocchio, regia di Enzo D'Alò (2012)
- Yuku et la Fleur de l'Himalaya, regia di Arnaud Demuynck e Rémi Durin (2022)

## Doppiatori italiani
Nelle versioni in italiano dei suoi film, Igor Van Dessel è stato doppiato da:
- Giulio Bartolomei in Il viaggio di Fanny
- Danny Francucci in Lo scambio di principesse

## Premi e riconoscimenti
Premio Magritte - 2023
Migliore attore non protagonista per Close